# Lybius
Lybius és un gènere d'ocells de la família dels líbids (Lybiidae). Aquest gènere es distribueix per l'Àfrica subsahariana.

## Descripció
Les espècies de Lybius solen mesurar uns 20-25 cm de llargada, d'aspecte ferm, amb caps grossos i becs voluminosos vorejats de cerres. Gairebé totes les espècies d'aquest gènere es caracteritzen per tenir les plomes del cap o al voltant dels ulls de color vermell, però hi ha una gran varietat de morfologia en aquest gènere. Hi ha barbuts com el barbut capblanc que no té el cap vermell. Gairebé totes les espècies d'aquest gènere tenen un plomatge impressionant, que consisteix en colors vermell, negre, groc o blanc. També són principalment ocells solitaris que mengen fruites, insectes i petits vertebrats com els llangardaixos.

## Cant
La majoria de les espècies de Lybius utilitzen el duet com a forma de marcar el territori i trobar parella. Els companys han de tenir duets coordinats per tal de ser una combinació adequada entre ells, la qual cosa significa que els cantants solitaris són molt poc freqüents en les espècies de barbuts. Els cants són específics de l'espècie i només els barbuts aparellats poden ocupar un territori, per això rarament es veuen cantants solitaris. Hi ha quatre espècies de duet conegudes en aquest gènere: Lybius vieilloti, L. leucocephalus, L. rubrifacies i L. torquatus. El duet de L. chaplini i L. undatus és desconegut. La importància del comportament del duet probablement impliqui el reconeixement del sexe i el manteniment d'un vincle de parella.
En general, els barbuts que fan el duet s'inclinen cerimoniosament els uns als altres mentre canten. A més d'inclinar-se, algunes espècies de barbut africans, com Lybius vieilloti i Lybius torquatus, incorporaran un xerroteig al duet. El xarroteig podria ser realment com s'inicien els duets en aquesta espècie. Quan es fa a duet, cada ocell continua el cant on va deixar l'altre ocell. L'interval de temps entre quan un ocell acaba el duet i quan l'altre ocell torna a començar s'anomena “temps de resposta auditiva”. Bàsicament, el temps de resposta auditiva és el temps mínim necessari perquè el barbut escolti les notes i les respongui.

## Taxonomia
El gènere Lybius va ser introduït el 1783 pel naturalista francès Jean Hermann per donar cabuda a una única espècie, el barbut sanguini que és, per tant, l'espècie tipus. El nom del gènere prové del grec antic «libuos», un ocell no identificat esmentat per Aristòtil.
El gènere Lybius pertany a l'ordre dels Piciformes, que conté 9 famílies, inclosa la família dels picots. Fa un parell de dècades, es pensava que tots els barbuts formaven una família, però els estudis sobre l'ADN mitocondrial i la hibridació d'ADN a principis dels anys noranta han fet que els barbuts es divideixin en tres famílies: barbuts asiàtics (Megalaimidae), barbuts africans (Lybiidae) i barbuts americans (Capitonidae). La família Lybiidae té un total de 43 espècies que es troben a tot el continent d'Àfrica des de la punta de la península del Cap fins als marges del desert del Sàhara. De les 43 espècies d'aquesta família, Lybius conté 9 espècies de barbut. El gènere Pogonornis, en conté 5 d'espècies de barbut, es va incloure anteriorment al gènere Lybius. Aquests són el grup més freqüent de barbuts africans.

## Llista d'espècies
Aquest gènere està format per 9 espècies:
- barbut de Chaplin (Lybius chaplini).
- barbut sanguini (Lybius guifsobalito).
- barbut capblanc (Lybius leucocephalus).
- barbut ventreblanc (Lybius leucogaster).
- barbut cara-roig (Lybius rubrifacies).
- barbut senil (Lybius senex).
- barbut de collar (Lybius torquatus).
- barbut barrat (Lybius undatus).
- barbut de Vieillot (Lybius vieilloti).

El gènere Lybius és evidentment parafilètic (Moyle 2004) pel que fa a Tricholaema, les següents espècies que comparteixen similituds en la veu i el dimorfisme sexual i classificades antigament a Lybius van ser desplaçades al gènere Pogonornis:
- barbut pitbrú (Pogonornis melanopterus).
- barbut carabrú (Pogonornis minor).
- barbut bidentat (Pogonornis bidentatus).
- barbut pitvermell (Pogonornis dubius).
- barbut pitnegre (Pogonornis rolleti).